# Фридманн, Джон
Джон Фридманн (англ. John Friedmann; 16 апреля 1926, Вена — 11 июня 2017, Ванкувер) — американский географ и урбанист австрийского происхождения.

## Биография
Джон (Ханс) Фридманн родился в Вене, жил в Австрии до 14 лет, затем с семьёй переехал в США, в 1944 году получил американское гражданство. Учился в Чикагском университете, где получил диплом магистра, а в 1955 году — докторскую степень. Во время учёбы в университете в 1952—1954 годах работал в комиссии по территориальному планированию долины Теннеси. В 1955—1958 годах преподавал в Бразилии (читал лекции чиновникам и студентам в рамках деятельности US A.I.D.), в 1958—1961 годах был сотрудником американского представительства в Южной Корее, где занимался вопросами экономического развития.
В 1961—1965 годах был ассоциированным профессором в Массачусетском технологическом институте на кафедре городского и регионального планирования. В 1966—1969 работал в Чили в рамках программы содействия городскому и региональному развитию фонда Форда, параллельно преподавал в местном университете.
В 1969—1996 годах работал в университете Калифорнии, где им была создана кафедра городского планирования. Преподавал и в других университетах. В 1996—2001 годах жил в Мельбурне. С 2001 года — почётный профессор канадского университета Британской Колумбии.
Скончался 11 июня 2017 года в Ванкувере на 92-м году жизни.

## Вклад в науку
Известен как один из основателей (наряду с Торстеном Хагерстрандом и Иммануилом Валлерстайном) центр-периферийной парадигмы в географии, рассматривал её в контексте городов и городских агломераций. Базируясь на собственном опыте работы в развивающихся странах, разрабатывал теорию территориального планирования.

## Основные работы
Автор многочисленных работ по урбанистике и территориальному планированию, среди которых ряд монографий:

### Урбанистика
- Территориальная структура экономического развития в долине Теннеси The Spatial Structure of Economic Development in the Tennessee Valley (Research Monograph). Department of Geography, University of Chicago, 1955 (докторская диссертация, не публиковалась)
- Региональная политика: опыт Венесуэлы Regional Development Policy: A Case Study of Venezuela. Cambridge: MIT Press, 1966
- Урбанизация, планирование и развитие страны Urbanization, Planning, and National Development. Beverly Hills: Sage Publications, 1973. Опубликована в испанском переводе (Mexico City: Editorial Diana, 1976)
- Урбанизация: сравнительный анализ стран новой индустриализации The Urban Transition: Comparative Studies of Newly Industrializing Societies. London: Edward Arnold, Ltd., 1976. (Совместно с Robert Wulff)
- Территория и её функции: эволюция регионального планирования Territory and Function: The Evolution of Regional Planning. London: Edward Arnold, Ltd., and Berkeley, CA: University of California Press, 1979. (совместно с Clyde Weaver)
- Пространство жизни и пространство экономики: очерки планирования в странах третьего мира Life Space and Economic Space: Essays in Third World Planning. New Brunswick, NJ: Transaction Books, 1988
- Передача полномочий: политика альтернативного развития Empowerment: The Politics of Alternative Development. Cambridge, Mass.: Basil Blackwell Publishers, 1992 Переведена и издана в ряде других стран
- Города и их перспективы The Prospect of Cities. Minneapolis: University of Minnesota Press, 2002
- Урбанизация в Китае China’s Urban Transition. Minneapolis: University of Minnesota Press, 2005

### Территориальное планирование
- Введение в демократичное планирование Introduction to Democratic Planning. Rio de Janeiro: Getulio Vargas Foundation, 1959. (на португальском языке)
- Венесуэла: от доктрины к диалогу Venezuela: From Doctrine to Dialogue. Syracuse: Syracuse University Press, 1965
- Поворачивающая Америка: Теория переходного планирования Retracking America: A Theory of Transactive Planning. Garden City: Doubleday and Anchor Books, 1973. An Urban Affairs Library Selection
- Доброе общество The Good Society. Cambridge, Mass.: M.I.T. Press, 1979
- Планирование общественного сектора Planning in the Public Domain: From Knowledge to Action. Princeton University Press, 1987
- Диалектика здравого смысла Dialektik der Vernunft. Ein Vortrag an der Universität Dortmund. Dortmunder Beiträge zur Raumplanung Nr. 55 Blaue Reihe. IRPUD, 1991